# Liza Ferschtman

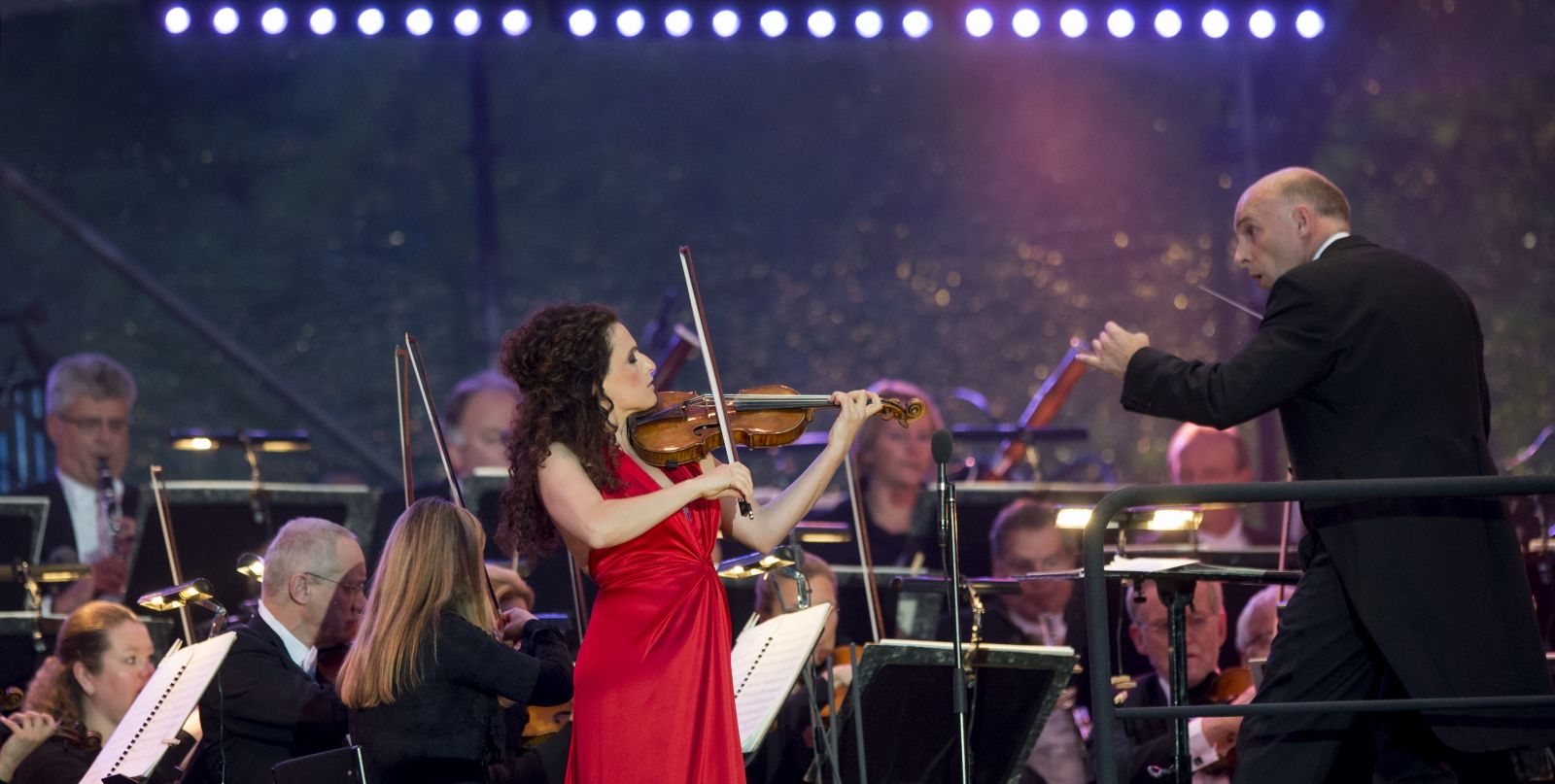
Liza Ferschtman (2014)

Liza Ferschtman (* 1979 in Hilversum) ist eine niederländische klassische Violinistin.

## Leben
Sie wurde als Tochter russischer Juden geboren. Ihre Eltern waren beide Musiker, ihr Vater war Cellist.
Einen ersten  Einfluss auf sie hatte der Violinist Philipp Hirschhorn, der ein enger Freund der Familie war. Liza Ferschtman erhielt Unterricht bei Herman Krebbers am Conservatorium van Amsterdam, Ida Kavafian am Curtis Institute of Music in Philadelphia und David Takeno in London.
Ferschtman hat u. a. mit dem Concertgebouw-Orchester (Amsterdam) und dem Rotterdams Philharmonisch Orkest konzertiert. Sie war Solistin beim Orchestre national de Belgique, Yomiuri Nippon Sinfonieorchester, Malaysian Philharmonic Orchestra, Schleswig-Holstein Festival Orchester, und bei den Bremer Philharmonikern. Sie arbeitete u. a. mit den Dirigenten Christoph von Dohnányi, Neeme Järvi, Iván Fischer.
Am 24. November 2006 erhielt Ferschtman den Nederlandse Muziekprijs.
Seit 2007 ist sie künstlerische Leiterin des Delft Chamber Music Festival.

## Aufnahmen
- Csaba Klenyán, Gábor Csalog, Liza Ferschtman, Frans Van Ruth, Nils Mortensen, Niklas Eppinger, Hae-Seung Shin, Stefan Tönz, Oliver Triendl, Filippo Gamba - SUPREMUS 1997 (2xCD, Album) 	Supremus 	APF 97.003 	1997
- Liza Ferschtman / Bas Verheijden - Liza Ferschtman Violin Bas Verheijden Piano (2xCD, Album) 	Brilliant Classics 	92383 	2004
- Franck • Debussy • Tchaikovsky (SACD, Hybrid, Multichannel, Album) 	Brilliant Classics 	92539 	2004
- Liza Ferschtman / Inon Barnatan - Schubert-Beethoven. Works For Piano And Violin (CD, Album) 	Challenge Classics 	CC 72174 	2007
- Ludwig van Beethoven – Liza Ferschtman, Jan Willem de Vriend, The Netherlands Symphony Orchestra - Violin Concerto & Romances (SACD, Hybrid, Multichannel, DSD) 	Challenge Classics 	CC72384 	2010
- Felix Mendelssohn – Liza Ferschtman, Het Gelders Orkest, Kees Bakels - Violin Concerto, Op. 64 | String Octet, Op. 20 (SACD, Hybrid, Multichannel, DSD) 	Challenge Classics 	CC727748 	2010
- Julius Röntgen – Liza Ferschtman, Deutsche Staatsphilharmonie Rheinland-Pfalz, David Porcelijn - The Violin Concertos (CD, Album) 	cpo 	777 437-22 	2011[3][4]